# Пакетвілль (парафія, Нью-Брансвік)
Пакетвілль (англ. Paquetville) — парафія в Канаді, у провінції Нью-Брансвік, у складі графства Глостер.

## Населення
За даними перепису 2016 року, парафія нараховувала 2329 осіб, показавши скорочення на 7,0%, порівняно з 2011-м роком. Середня густина населення становила 10,6 осіб/км².
З офіційних мов обидвома одночасно володіли 695 жителів, тільки англійською — 5, тільки французькою — 1 605.
Працездатне населення становило 51,5% усього населення, рівень безробіття — 33% (43,1% серед чоловіків та 20% серед жінок). 91% осіб були найманими працівниками, а 6,1% — самозайнятими.
Середній дохід на особу становив $26 896 (медіана $21 751), при цьому для чоловіків — $31 003, а для жінок $22 440 (медіани — $26 752 та $18 752 відповідно).
20,3% мешканців мали закінчену шкільну освіту, не мали закінченої шкільної освіти — 50,4%, 29,1% мали післяшкільну освіту, з яких 18,3% мали диплом бакалавра, або вищий, 15 осіб мали вчений ступінь.
| Статево-вікова структура населення | Статево-вікова структура населення | Статево-вікова структура населення | Статево-вікова структура населення | Статево-вікова структура населення |
| ---------------------------------- | ---------------------------------- | ---------------------------------- | ---------------------------------- | ---------------------------------- |
|                                    |                                    |                                    |                                    |                                    |
| Всього                             | Всього                             | 51,7%48,3%                         |                                    |                                    |
| 0 — 14 років                       | 0 — 14 років                       |                                    | 10,5%                              | 10,5%                              |
| 15 — 64 років                      | 15 — 64 років                      |                                    | 68,3%                              | 68,3%                              |
| 65 і більше                        | 65 і більше                        |                                    | 21,2%                              | 21,2%                              |
| 85 і більше                        | 85 і більше                        |                                    | 1,9%                               | 1,9%                               |
| Середній вік (років)               | Середній вік (років)               | 47,247,0                           | 47,1                               | 47,1                               |
| Медіана (років)                    | Медіана (років)                    | 51,551,0                           | 51,3                               | 51,3                               |
| — чоловіки — жінки                 |                                    |                                    |                                    |                                    |

| Походження мешканців:     | Походження мешканців:     | Походження мешканців: | Походження мешканців: | Походження мешканців: |
| ------------------------- | ------------------------- | --------------------- | --------------------- | --------------------- |
| Походження                |                           |                       | осіб                  | %                     |
| Корінні американці        | Корінні американці        |                       | 100                   | 4.35%                 |
| Інше північноамериканське | Інше північноамериканське |                       | 2 035                 | 88.48%                |
| Європейське               | Європейське               |                       | 435                   | 18.91%                |
| британське                | британське                |                       | 130                   | 5.65%                 |
| французьке                | французьке                |                       | 385                   | 16.74%                |

| Зайнятість населення за галузями (за класифікацією NOC): | Зайнятість населення за галузями (за класифікацією NOC): | Зайнятість населення за галузями (за класифікацією NOC): | Зайнятість населення за галузями (за класифікацією NOC): | Зайнятість населення за галузями (за класифікацією NOC): |
| -------------------------------------------------------- | -------------------------------------------------------- | -------------------------------------------------------- | -------------------------------------------------------- | -------------------------------------------------------- |
|                                                          |                                                          |                                                          |                                                          |                                                          |
| Управління                                               | Управління                                               |                                                          | 3,9%                                                     | 3,9%                                                     |
| Бізнес, фінанси та адміністрування                       | Бізнес, фінанси та адміністрування                       |                                                          | 6,3%                                                     | 6,3%                                                     |
| Природничі та прикладні науки                            | Природничі та прикладні науки                            |                                                          | 1,5%                                                     | 1,5%                                                     |
| Охорона здоров'я                                         | Охорона здоров'я                                         |                                                          | 5,8%                                                     | 5,8%                                                     |
| Освіта, правозахист, муніципальні та урядові служби      | Освіта, правозахист, муніципальні та урядові служби      |                                                          | 6,3%                                                     | 6,3%                                                     |
| Мистецтво, культура, відпочинок та спорт                 | Мистецтво, культура, відпочинок та спорт                 |                                                          | 1,9%                                                     | 1,9%                                                     |
| Роздрібна торгівля та послуги                            | Роздрібна торгівля та послуги                            |                                                          | 23,8%                                                    | 23,8%                                                    |
| Гуртова торгівля, транспорт та обладнання                | Гуртова торгівля, транспорт та обладнання                |                                                          | 32%                                                      | 32%                                                      |
| Природні ресурси, сільське господарство                  | Природні ресурси, сільське господарство                  |                                                          | 5,3%                                                     | 5,3%                                                     |
| Виробництво                                              | Виробництво                                              |                                                          | 12,1%                                                    | 12,1%                                                    |

## Клімат
Середня річна температура становить 4,1°C, середня максимальна – 21,9°C, а середня мінімальна – -17,1°C. Середня річна кількість опадів – 1 113 мм.
| Клімат поселення                              | Клімат поселення | Клімат поселення | Клімат поселення | Клімат поселення | Клімат поселення | Клімат поселення | Клімат поселення | Клімат поселення | Клімат поселення | Клімат поселення | Клімат поселення | Клімат поселення | Клімат поселення |
| Показник                                      | Січ.             | Лют.             | Бер.             | Квіт.            | Трав.            | Черв.            | Лип.             | Серп.            | Вер.             | Жовт.            | Лист.            | Груд.            |                  |
| Середній максимум, °C                         | −4,58            | −3,56            | 1,86             | 7,96             | 15,15            | 20,77            | 21,89            | 21,26            | 16,07            | 10,14            | 4,24             | −3,13            |                  |
| Середня температура, °C                       | −10,82           | −9,8             | −4,37            | 1,71             | 8,90             | 14,51            | 18,28            | 17,67            | 12,48            | 6,54             | 0,64             | −6,71            |                  |
| Середній мінімум, °C                          | −17,08           | −16,04           | −10,63           | −4,52            | 2,64             | 8,26             | 14,70            | 14,07            | 8,88             | 2,96             | −2,94            | −10,32           |                  |
| Норма опадів, мм                              | 95               | 73               | 93               | 82               | 94               | 82               | 95               | 99               | 81               | 106              | 104              | 109              |                  |
| Середньомісячна швидкість вітру, м/с          | 4.31             | 4.17             | 4.18             | 3.99             | 3.66             | 3.28             | 2.94             | 2.98             | 3.24             | 3.71             | 3.94             | 4.26             |                  |
| Середньомісячна сонячна радіація, кДж/м²·день | 4993             | 8433             | 12289            | 15524            | 18334            | 20270            | 19743            | 17272            | 12676            | 7847             | 4600             | 3667             |                  |
| --------------------------------------------- | ---------------- | ---------------- | ---------------- | ---------------- | ---------------- | ---------------- | ---------------- | ---------------- | ---------------- | ---------------- | ---------------- | ---------------- | ---------------- |
| Джерело:                                      |                  |                  |                  |                  |                  |                  |                  |                  |                  |                  |                  |                  |                  |